# Епархия Формосы
Епархия Формосы (лат. Dioecesis Formosae) — епархия Римско-Католической церкви с центром в городе Формоса, Аргентина. Епархия Формосы входит в митрополию Ресистенсии. Кафедральным собором епархии Формосы является церковь Пресвятой Девы Марии Кармельской.

## История
11 февраля 1957 года Папа Римский Пий XII выпустил буллу «Quandoquidem adoranda», которой учредил епархию Формосы, выделив её из епархии Ресистенсии (сегодня — архиепархия). Первоначально епархия Сан-Роке являлась суффраганной по отношению к архиепархии Санта-Фе (сегодня — архиепархия Санта-Фе-де-ла-Вера-Крус).
28 февраля 1984 года епархия Формосы стала частью церковной провинции Ресистенсии.

## Ординарии епархии
- епископ Raúl Marcelo Pacífico Scozzina, O.F.M.[1] (7.05.1957 — 31.03.1978);
- епископ Dante Carlos Sandrelli (31.03.1978 — 14.01.1998);
- епископ José Vicente Conejero Gallego (с 14 января 1998 года).